# De Havilland DH.88 Comet
El de Havilland DH.88 Comet és un avió de dos seients, bimotor desenvolupat específicament per participar en la cursa aèria MacRobertson del 1934 entre Anglaterra i Austràlia.
El desenvolupament del DH.88 Comet es va iniciar a petició del pioner de l'aviació britànica Geoffrey de Havilland, amb el suport de la cúpula directiva de de Havilland, delerosos per guanyar el prestigi que els donaria construir l'aeronau guanyadora de la cursa, així com tota la recerca que implicaria produir-la. El Comet va ser dissenyat per Arthur Ernest Hagg per tal de complir tots els requisits específics de la cursa; Hagg va produir un disseny innovador en la forma d'un monoplà d'ala baixa amb voladís, cabina tancada, tren d'aterratge retràctil, flaps i hèlix de pas variable.
Un total de tres Comets van ser produïts per la cursa, tots tres per a propietaris privats al preu de 5,000 lliures per unitat. L'aeronau va experimentar un cicle de desenvolupament ràpid, fent el seu primer vol el setembre de 1934, només sis setmanes abans de la cursa.
Els tres avions que van participar en la cursa, van ser el G-ACSP Black Magic, pintat de negre i daurat, propietat de Jim Mollison i la seva dona Amy Johnson, el G-ACSR, pintat de verd, propietat del pilot de carreres automobilístiques Bernard Rubin i, per acabar, el G-ACSS Grosvenor House, pintat de vermell i blanc, propietat de A.O. Edwards, director del Grosvenor House Hotel i que finalment seria el vencedor de la cursa.
Més tard es van construir dos unitats més. Els Comets van establir una multitud de rècords d'aviació, tant durant la cursa com posteriorment. Algunes unitats van ser comprades i avaluades per governs sobretot per fer-los servir com avions de correu. El govern francés va comprar dos dels Comets, un dels quals va ser utilitzat per Jean Mermoz per avaluar-lo a la línia de l'Atlàntic Meridional. Dos unitats amb matrícules G-ACSS i G-ACSP, han estat preservades fins a l'actualitat.

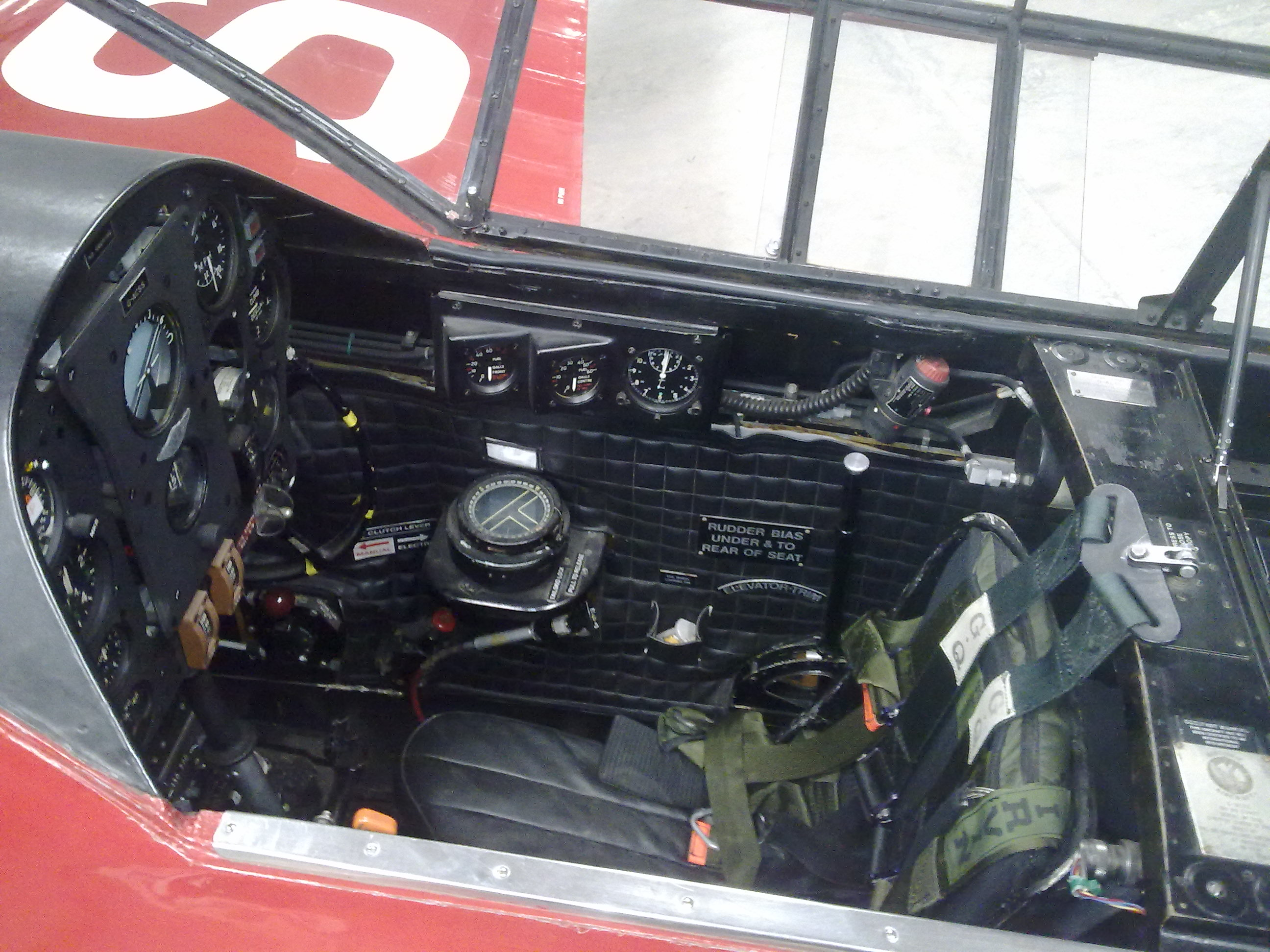
Cabina del G-ACSS Grosvenor House (2010).

## Especificacions
Característiques generals
- Tripulació: 2
- Longitud: 8,84 m
- Envergadura: 13,41 m
- Alçada: 3,05 m
- Superfície de l'ala 19,75 m2
- Pes buit: 1.332 Kg
- Pes carregat: 2.523 Kg
- Motors: 2×  refrigerats per aire de Havilland Gipsy Six, 230 C.V.   cada un

 Rendiment 
- Velocitat màxima: 382 km/h
- Velocitat de creuer: 354 km/h
- Velocitat d'entrada en pèrdua: 119 km/h
- Abast: 4.710 km
- Sostre de servei: 5.790 m
- Ràtio d'ascens: 4,6 m/s